# Монтанье (кратер)
Монтанье (фр. Montagnais; букв. горный) — древний метеоритный кратер, расположенный на континентальном шельфе к югу от полуострова Новая Шотландия, Канада. Имеет около 45 км в диаметре при оценочном возрасте 50,50 ± 0,76 миллиона лет (эоцен). Кратер находится глубоко на дне Атлантического океана и покрыт толстым слоем морских отложений.